# Saint-Sauveur-des-Landes
Saint-Sauveur-des-Landes település Franciaországban, Ille-et-Vilaine megyében. Lakosainak száma 1565 fő (2022. január 1.). Saint-Sauveur-des-Landes La Chapelle-Saint-Aubert, Romagné, Saint-Germain-en-Coglès, Saint-Hilaire-des-Landes, Rives-du-Couesnon és Maen Roch községekkel határos.

## Népesség
A település népessége az elmúlt években az alábbi módon változott:
| Lakosok száma | 881  | 957  | 1058 | 1313 | 1491 | 1513 | 1511 | 1531 | 1543 | 1565 |
|               | 1968 | 1982 | 1990 | 2006 | 2013 | 2015 | 2017 | 2019 | 2020 | 2022 |